# Cortland (Illinois)
Cortland és una població dels Estats Units a l'estat d'Illinois. Segons el cens del 2000 tenia 2.066 habitants.

## Demografia
Segons el cens del 2000, Cortland tenia 2.066 habitants, 701 habitatges, i 553 famílies. La densitat de població era de 453,2 habitants/km².
Dels 701 habitatges en un 50,2% hi vivien nens de menys de 18 anys, en un 65,6% hi vivien parelles casades, en un 9,6% dones solteres, i en un 21,1% no eren unitats familiars. En el 16,8% dels habitatges hi vivien persones soles el 3,6% de les quals corresponia a persones de 65 anys o més que vivien soles. El nombre mitjà de persones vivint en cada habitatge era de 2,95 i el nombre mitjà de persones que vivien en cada família era de 3,35.
Per edats la població es repartia de la següent manera: un 35,1% tenia menys de 18 anys, un 7,2% entre 18 i 24, un 37,4% entre 25 i 44, un 14,8% de 45 a 60 i un 5,5% 65 anys o més.
L'edat mediana era de 30 anys. Per cada 100 dones de 18 o més anys hi havia 98,5 homes.
La renda mediana per habitatge era de 52.750 $ i la renda mediana per família de 57.361 $. Els homes tenien una renda mediana de 43.920 $ mentre que les dones 26.107 $. La renda per capita de la població era de 18.775 $. Aproximadament el 3,2% de les famílies i el 3,7% de la població estaven per davall del llindar de pobresa.

## Poblacions properes
El següent diagrama mostra les poblacions més properes.